# Giovanni Antonio Leoni
Giovanni Antonio Leoni (* vor 1600; † nach 1651 in Rom) war ein italienischer Komponist und Violinist des Frühbarock.

## Leben
Giovanni Antonio Leoni, über dessen Leben wenig bekannt ist, genoss über einen längeren Zeitraum die Protektion des Kardinals Pallotta. Leoni komponierte die vokalen- und instrumentalen Konzerte, die der Kardinal für die Kirche Santa Maria di Loreto bestellte. 1625 wurde eine seiner Motetten in der Sammlung Sacri affetti contesti da diversi eccellentissimi autori von Francesco Sammaruco veröffentlicht, darin sind ebenfalls Werke von Girolamo Frescobaldi und Claudio Monteverdi enthalten. 
Leoni hatte zahlreiche Schüler, seine Sonaten und Sinfonias waren als Manuskripte weit verbreitet, viele der Abschriften enthielten nicht authentische Veränderungen wie beispielsweise Verzierungen, deshalb ließ Leoni 31 seiner Soloviolinsonaten Sonate di voce sola Violino ... libro 1, op.3 1652 in Rom drucken. Es ist die erste Veröffentlichung, die ausschließlich dieser Gattung gewidmet ist. Zwei frühere Veröffentlichungen Leonis gelten als verschollen.